# Dorcadion valonense
Dorcadion valonense là một loài bọ cánh cứng trong họ Cerambycidae.